# Elección para gobernador de Kansas de 2022
La elección para gobernador de Kansas de 2022 se llevó a cabo el 8 de noviembre. La gobernadora titular demócrata Laura Kelly derrotó al candidato republicano Derek Schmidt.

## Primaria demócrata

### Candidatos declarados
- Laura Kelly, gobernadora titular.[1]

## Primaria republicana

### Candidatos declarados
- Derek Schmidt, fiscal general de Kansas.[2]

## Resultados
| Partido                           | Partido       | Candidato     | Votos     | %     |
| --------------------------------- | ------------- | ------------- | --------- | ----- |
|                                   | Demócrata     | Laura Kelly   | 499,849   | 49.54 |
|                                   | Republicano   | Derek Schmidt | 477,591   | 47.33 |
|                                   | Independiente | Dennis Pyle   | 20,452    | 2.03  |
|                                   | Libertario    | Seth Cordell  | 11,106    | 1.10  |
|                                   |               |               |           |       |
| Total                             | Total         | Total         | 1,008,998 | 100   |
| Participación                     | Participación | Participación |           | 47.94 |
| Registrados                       |               |               |           |       |
|                                   |               |               |           |       |
| Fuente: Kansas Secretary of State |               |               |           |       |